# Niels Bjørn Larsen
Niels Bjørn Larsen (Kopenhagen, 5 oktober 1913 – aldaar 13 maart, 2003) was een Deens balletdanser, choreograaf en balletmeester. 
Niels Bjørn Larsen werd in 1920 toegelaten tot de Koninklijke Balletschool in Kopenhagen. Hier maakte hij in 1933 zijn debuut in de première van Gudindernes Strid van Viggo Cavling. In 1942 werd hij gepromoveerd tot eerste solist, hij was tot 1986 verbonden aan het Koninklijk Ballet.
Eind jaren dertig maakte Larsen samen met de Zwitserse mimespeler Trudi Schoop (1904-1999) een tournee door Europa en de Verenigde Staten. Deze tournee legde samen met studiereizen naar Frankrijk, Engeland en de Verenigde Staten de basis voor een zeer succesvolle carrière. Larsens mime en karakteruitdrukking waren van internationale klasse.
Larsen was geduerende de perioden 1951-1956 en 1961-1965 balletmeester bij de Koninklijke Schouwburg. Van 1956 tot 1980 was hij ook directeur van het Pantomime Theater in Tivoli. Als choreograaf creëerde hij verschillende balletten voor het Koninklijk Theater, pantomime en andere theaters en films. Hij documenteerde sinds 1950 als cinematograaf de optredens van het Koninklijk Ballet.
Hij was Ridder der Ie Klasse van de Orde van de Dannebrog en droeg de exclusieve Medaille "Ingenio et Arti" in 1997
Larsen trouwde op 13 augustus 1946 met de pianiste Elvi Henriksen. Hij is de vader van de choreografe en balletdanseres Dinna Bjørn.
- Bibsys: 90598671
- Gemeinsame Normdatei: 1013641094
- International Standard Name Identifier: 0000 0001 2098 9969
- Library of Congress Control Number: nr2003011042
- Nationale Bibliotheek van Tsjechië: xx0251143
- SNAC: w65q9933
- Système universitaire de documentation: 160374332
- Virtual International Authority File: 9787554
- WorldCat: E39PBJpDWFB38MgGFj4ThjbDbd